# Francesco Curá
Francesco Curá (ur. 7 marca 1977 w Nowym Jorku) – amerykański aktor, piosenkarz i model. Wystąpił w sitcomie NBC Hoży doktorzy (Scrubs, 2003) jako członek ekipy ambulansu.

## Życiorys

### Wczesne lata
Urodził się w Nowym Jorku. Jego rodzice, Ornella Cardinali i Arturo Curá, w 1973 przenieśli się z Bolonii w góry w pobliżu prowincji Parma (Bedonia). Ma jedną starszą siostrę Valentinę, która jest artystką w Parmie. Dorastał w Bedoniu, gdzie uczęszczał do Giovanni Agazzi Elementary School. Jego ojciec był lokalnym malarzem, rzeźbiarzem, muzykiem i reżyserem teatralnym, a także magikiem telewizyjnym. Stąd Curá wychował się w artystycznym środowisku. 

### Kariera
Występował w musicalu Robe de L'Etru Mondu (1984) jako mały diabeł z piekła fantasmagorycznego, przedstawieniu Bestia (Bestie, 1985) w Teatro Orfeo i jako jeden z synów Poncjusza Piłata w inscenizacji Pasja (La passione di Cristo), która częściowo miała miejsce na ulicach Bedonii i była filmowana przez krajowe sieci telewizji Rai 3.
W wieku czternastu lat, 15 września 1991, kontynuował edukację na kierunku grafiki w Paolo Toschi Art Institute w Parmie. Jego zainteresowania awangardą, rockiem gotyckim, punk rockiem, grunge i rockiem, doprowadziły go do Paryża i stał się znany w całym niemal miasteczku. W tym czasie dostrzegł go fotograf, który wykonał kilka zdjęć w stylu jako współczesny Święty Sebastian. Zdjęcia miały być elementem ekspozycji, ale wkrótce fotograf zmarł na raka. Niedługo później inny fotograf Corrado Dalco rozpoczął zdjęcia w negliżu oraz specyficznym wyglądzie alla John Lydon. Curá stał się także projektantem wielu swoich ubrań, z których jednym był kapelusz wykonany z metalu. 
W 1995, po ukończeniu szkoły średniej, studiował historię sztuki na Università degli Studi di Parma w Parmie. We wrześniu 1996 przeniósł się do Mediolanu, gdzie jego siostra pracowała jako projektant kostiumów. W kwietniu 1997 powrócił do Parmy, i rozpoczął pracę jako barman w nocnym klubie Kremlin, a jednocześnie spełniając wymóg służby wojskowej pracował dla Provincia di Parma. W lipcu 1997 rozpoczął studia na Academy - Music Center Polyvalent, gdzie spotkał sopranistkę Caterina Grandi, z którą jako tenor zrealizował kilka nagrań. Ujawnił czterooktawowy zasięg dźwięków jako sopranista (tzw. kastrat), tenor i baryton, pracował intensywnie nad barokowym repertuarem i rozwinął głębokie zainteresowanie w kierunku muzyki.  
W 1998 przybył do Nowego Jorku. Po raz pierwszy zgłosił się do Herbert Berghof Studio, ale został odrzucony z powodu dużej liczby uczestników. Podczas pracy w restauracji na Upper East Side, za namową Anny Strasberg, żony legendarnego nauczyciela aktorstwa Lee Strasberga, w 2000 zaczął uczęszczać do Lee Strasberg Theatre and Film Institute. 
Rozpoczął karierę teatralną w Bret Adams Ltd., wziął udział w reklamie McDonald’s, a także współpracował z menadżerem Hardingiem Jonesem. Wystąpił jako Rodolpho w przedstawieniu Arthura Millera Widok z mostu, a także w kontrowersyjnej sztuce Island Fever. W 2003 przeprowadził się do Los Angeles.

## Filmografia

### Filmy
- 2002: Hannah Can't Swim (film krótkometrażowy) jako Paul
- 2006: The Deep and Dreamless Sleep jako Jason
- 2007: Singularity jako Jess
- 2013: Powrót czarodziejów: Alex kontra Alex (The Wizards Return: Alex vs. Alex, TV) jako pracownik winnicy
- 2013: Księga Daniela jako żołnierz Dariusza

### Seriale TV
- 1994: Guiding Light jako Jake
- 2003: Hoży doktorzy (Scrubs) jako członek ekipy ambulansu
- 2008: Zabójcze umysły jako właściciel baru
- 2012: JoyCamp jako fotograf
- 2012: Swamp Thing jako przystojniak The Swamp's Hunk / Big Shot Producer